# Ameghinornithidae
Gli ameghinornitidi (Ameghinornithidae) sono un gruppo di uccelli estinti, appartenenti ai gruiformi. Vissero tra l'Eocene medio e l'Oligocene inferiore (circa 50 - 32 milioni di anni fa) e i loro resti fossili sono stati ritrovati in Europa e (forse) in Africa e in Asia.

## Descrizione
Questi animali erano forse simili agli attuali trombettieri (gen. Psophia), e anche le dimensioni dovevano essere paragonabili. L'altezza doveva arrivare a circa un metro. Le ali erano piuttosto piccole, e il processo flessorio degli omeri era ridotto. L'ulna era robusta e più corta dell'omero, con un condilo dorsale molto pronunciato. Le zampe posteriori erano potenti, allungate e dotate di artigli simili a quelli degli uccelli da preda. Il tarsometatarso era più corto del femore e molto più corto del tibiotarso (poco oltre la metà del tibiotarso). Il cranio, benché dotato probabilmente di un becco uncinato, era molto più debole di quello di altri gruiformi predatori come i forusracidi. È possibile che gli ameghinornitidi fossero incapaci di volare.

## Classificazione
Nel 1981, con la descrizione di Ameghinornis, venne istituita la sottofamiglia Ameghinornithinae nell'ambito dei Phorusrhacidae. Questi ultimi erano un gruppo di uccelli gruiformi tipicamente sudamericani, di grandi dimensioni, inetti al volo e dalle attitudini predatorie. Ameghinornis venne quindi considerato un membro di dimensioni ridotte, arcaico e insolitamente rinvenuto in Europa (Francia), il che pose un notevole problema paleobiogeografico. 

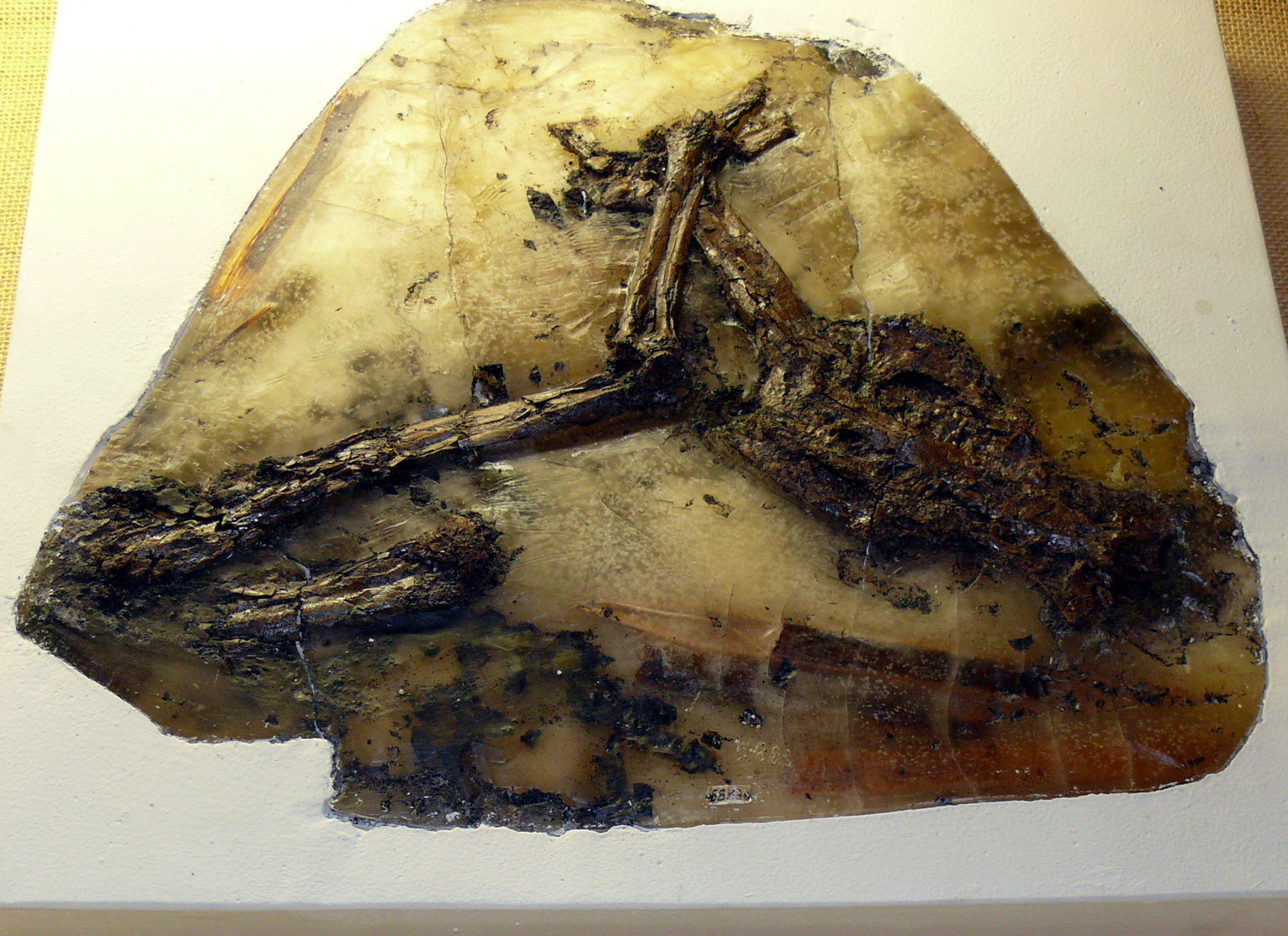
Fossile di Strigogyps robustus

Successivamente, il gruppo venne elevato a rango di famiglia (Ameghinornithidae) alla quale vennero attribuiti altri generi provenienti dall'Europa: Strigogyps, già descritto in precedenza, e Aenigmavis proveniente dal famoso giacimento di Messel e noto per resti completi. Attualmente, la famiglia Ameghinornithidae è considerata un clade di incerte affinità filogenetiche, comunque classificato all'interno del gruppo Cariamae assieme alle famiglie Idiornithidae, Bathornithidae e Phorusrhacidae (ma al di fuori dei Gruiformes propriamente detti). La stessa composizione della famiglia non è chiara: i tre generi noti sono stati a volte considerati un solo genere, Strigogyps (Mayr, 2005). Altri resti frammentari provengono dall'Oligocene egiziano (Stidham et al., 2015), mentre in Asia è nota una forma (Qianshanornis) forse strettamente imparentata (Mayr et al., 2013). Una forma più basale, Salmila, è nota dall'Eocene medio di Messel.

## Paleoecologia
Non è chiaro quale fosse lo stile di vita di questi animali. Lo scheletro della forma più nota, Aenigmavis sapea proveniente da Messel, suggerisce che questo animale era incapace di volare. Le lunghe zampe, tuttavia, non erano adatte alla corsa, ed è quindi probabile che avesse adottato un modo di muoversi lento simile a quello degli attuali Psophiidae sudamericani; tuttavia, le caratteristiche degli artigli fanno supporre che gli ameghinornitidi fossero carnivori: forse si cibavano di piccoli rettili, mammiferi o pesci che venivano catturati nel sottobosco e nelle acque basse, o forse di carogne.